# Ind-schema
Inom algebraisk geometri, en del av matematiken, är ett ind-schema en mängdvärd funktor som kan skrivas som ett direkt gränsvärde av slutna inbäddningar av scheman.

## Examples
- {\displaystyle \mathbb {C} P^{\infty }=\varinjlim \mathbb {C} P^{N}} är ett ind-schema.
- Kanske det kändaste exemplet på ett ind-schema är oändliga grassmannianen (som är ett kvot av loopgruppen av en algebraisk grupp G.)